# ラプチャー (インディアナ州)
ラプチャー (Rapture) は、アメリカ合衆国インディアナ州ポージー郡の非法人地域（未編入地域）。インディアナ州道68号線に面し、ポージービルとニュー・ハーモニーの中間に位置している。
この聚落は、もともとは「ホワイツ・セトルメント (White's Settlement) と呼ばれた、郡内でも最も歴史のある聚落のひとつであった。1838年に、ジョン・コックス ( John Cox) という人物が土地を開き、「ウィンフィールド (Winfield) と改称し、後には「バグタウン (Bugtown)」とも称された。現在のラプチャーという地名は、一説には、かつて当地で使われていた馬の名に由来しているという。聚落内はコックス・クリーク (Cox Creek) が流れている。
ラプチャーには、最盛期には15から20世帯ほどが居住していたというが、2011年にCNNが報じたところでは、その時点での居住者はたった1人で、彼は家屋に加え、賃貸用の不動産や飛行機の格納庫などを所有しているということだった。飛行機の滑走路は、「バグタウン空港 (Bugtown Airport)」と称されている。
テレンス・ファハティの1999年の小説『The Ordained』は、ラプチャーを舞台にしている。